# 長谷川留美子
長谷川 留美子（はせがわ るみこ、1979年6月11日 - ）は、日本の元AV女優。
神奈川県出身。血液型：A型。身長：165cm。スリーサイズ：B88（D）・W60・H88。

## 略歴
2001年にAVデビュー。抜群のプロポーションと整った顔立ちで人気AV女優となり、多くの作品に出演。
現在は引退している。

## 作品

### アダルトビデオ
2001年
- おもらし （?、ラハイナ東海）…オムニバス作品
- そうじ （?、ラハイナ東海）…オムニバス作品
- さんりんしゃ （?、ラハイナ東海）…オムニバス作品
- マッサージ （?、ラハイナ東海）…オムニバス作品
- トランス×ダンス 2 （?、ラハイナ東海）…オムニバス作品
- 放課後の想い出 〜禁じられた遊び〜 （6月25日、エンジェル）
- 真夏のコスプレ フェチわいせつ 美脚・巨乳・満尻にこすりつけろ! （6月30日、アテナ映像）…オムニバス作品
- CHERRY 素人初脱ぎ （7月5日、アウダースジャパン）
- 手コキ お外でヌイてアゲル （7月13日、ラハイナ東海）…オムニバス作品
- A級モデル スカウティングリポート VOLUME 13 （7月21日、エロチカ）…オムニバス作品
- ザ・カメラテスト ビデオに出たいんでしょ? そしたらシャブらなきゃ!! （7月21日、アテナ映像）…オムニバス作品
- DISORDER （7月23日、エンジェル）
- 犯らしてアゲル （8月8日、アイルビークリエイト）
- 女教師は真夏に犯られる （8月17日、アイルビークリエイト）
- 誰にも言えない人妻の秘密 2 （8月24日、VIP）…オムニバス作品
- 素人ギャルズ [LEVEL A] Ver.12 （8月31日、アリスJAPAN）…オムニバス作品
- 覗き裏窓 （8月31日、ステージメディア）…オムニバス作品
- ナンパーズ 2 （9月1日、桃太郎映像出版）…オムニバス作品
- 美脚遊戯 1 （9月7日、ビーファクトリー）
- 完全ハメ撮り 無修正ビデオ 若妻編 （9月13日、素人倶楽部）
- Queen's 極上の女 （9月15日、ネクストイレブン）…オムニバス作品
- なめま専科 キャンギャルの濡れた唇 （9月15日、ネクストイレブン）…オムニバス作品
- ミセスHでヌケ!! （9月15日、マルクス兄弟）…オムニバス作品
- 潮吹き手コキ ぶっかけ女教師 （9月21日、TMA）…オムニバス作品
- ビューティヘブン 私を綺麗にして下さい （9月25日、HRC）…オムニバス作品
- Swimming Girl （9月25日、オブテイン・フューチャー）
- 官能人妻乱れ泣き （9月26日、ホットエンターテイメント）…オムニバス作品
- 素人OL FORM-A area 3 （9月26日。ビッグモーカル）…オムニバス作品
- 人妻の不倫志願 留美子27歳 （9月26日、タカラ映像）
- 担任女教師とお姉さん 1章 （9月29日、レイジングカンパニー）
- 私はエリート… リストラOL （9月29日、ステージメディア）…オムニバス作品
- SEXY WET 12 （10月3日、オブティン・フューチャー）
- 2001 PRIDE BEST7 総集編 （10月7日、アイルビークリエイト）…総集編
- 女が独りでヌク時。 第4巻 （10月12日、U&K）
- Excite Queen's vol.2 （10月15日、ネクストイレブン）…総集編
- 猥褻なモノ （10月20日、GLAY'z）
- 一夜だけ…恋する人妻 （10月20日、ステージメディア）…オムニバス作品
- オナニー投稿ビデオ 9 （10月31日、ホットエンターテイメント）…オムニバス作品
- 家庭教師の誘惑 先生のあったかい… 糸も引いてるよ! （10月31日、アテナ映像）…オムニバス作品
- 担任女教師とお姉さん 2章 （10月31日、レイジングカンパニー）
- 若妻卑猥白書 縛られた時の喜び （11月1日、タカラ映像）
- 痴女と呼ばれた女たち VOL.2 （11月8日、SODクリエイト）
- 絶世の美脚クィーン2 （11月8日、ディープス）
- LESSON （11月9日、GLAY'z）
- 美少女フィギア 06 （11月9日、ギガ）
- 恥 実在OL24歳 セクハラ不倫自由恋愛告白 （11月12日、レイディックス）
- 交差する欲望 （11月16日、AVS）
- ミセス Sweet Box （11月17日、マルクス兄弟）…総集編
- 禁断生映像 8 （11月18日、KUKI）…オムニバス作品
- Pandora 仮面秘密倶楽部 （12月21日、LEO）
- 溜池ゴローのお姉様ファイル2 （11月20日、ドグマ）
- ザ・筆おろし 20 （11月20日、クリスタル映像）…オムニバス作品
- スクールエロチカ 恥液授業 （11月20日、サイレントヴォイス）
- HEROINE 緊縛 （11月22日、ギガ）
- ナース集中「痴」療 （11月28日、ホットエンターテイメント）…オムニバス作品
- カウントダウンAV2 （11月30日、エロチカ）…総集編
- LOVE MISSION vol.3 （12月1日、MOODYZ）…オムニバス作品
- 発情ダブルま○こ （12月7日、ドグマ）
- Premium 長谷川留美子 （12月11日、アイルビークリエイト）
- ALL OF THE TMA 下半期 （12月14日、TMA）…総集編
- 競泳水着 （12月21日、ジャネス）
- 鉄腕DOLLミライダー VOL.02 （12月21日、ギガ）
- 癒し女優 （12月27日、ワンズファクトリー）

2002年
- 【妄連想】シリーズ キャンペンガールの裏側編 （1月7日、MOODYZ）
- 溜池ゴローのお姉様ファイル カップリング （1月10日、ドグマ）…同タイトルのDVD版
- 理由ありOLの告白 （1月18日、デジタルバンク）…オムニバス作品
- 芸能人激似図鑑 5 （1月21日、ステージメディア）…オムニバス作品
- Gals Pink Game （1月25日、ホットエンターテイメント）…総集編
- MOODYZ 2001年7月〜12月 作品集 （2月1日、MOODYZ）…総集編
- OPEN AND PEACE #2 （2月1日、MOODYZ）…オムニバス作品
- レズれ! 7 接吻とペ○スバンド （2月8日、SODクリエイト）
- 女優61人! 連続発射図鑑 計100発 （2月20日、SODクリエイト）…総集編
- THE 痴女 （3月8日、ジャネス）…オムニバス作品
- ero-body （3月15日、未来・フューチャー）
- キャンギャルLOVE （3月23日、マルクス兄弟）…総集編
- 騎乗位ベストセレクション （4月9日、SODクリエイト）…総集編
- Digital Bank 2002 （4月12日、デジタルバンク）…総集編
- カリスマ女優!! 長谷川留美子 （4月24日、ホットエンターテイメント）
- 教え上手な女教師たち （4月26日、TMA）…総集編
- 痴女 ベストセレクション （5月7日、SODクリエイト）…総集編
- 若妻卑猥白書 （5月10日、タカラ映像）…総集編
- Natural Woman （5月19日、ビッグモーカル）…オムニバス作品
- My Fairy （8月10日、ホットエンターテイメント）…総集編
- ARIST BEST COLLECTION 人妻みだら （11月20日、ステージメディア）…総集編
- キャンギャル　NO.1 （11月23日、マルクス兄弟）…総集編
- NON STOP 長谷川留美子 （12月13日、TMA）…総集編

2003年以降
- THE GAME OF LOVE 恋はゲーム。所詮男は… （2003年2月28日、ホットエンターテイメント）…オムニバス作品
- 裏・OL白書 DX （2003年2月28日、ステージメディア）…総集編
- ザ・カメラテスト BEST11 デカ乳エロ美女スペシャル ビンカンボディの超美乳娘が勢揃い!! （2003年3月21日、アテナ映像）…総集編
- カリスマ女教師 2時間 （2003年7月4日、TMA）…総集編
- 長谷川留美子 〜カリスマ熟女の時間〜 （2006年8月27日、マルクス兄弟）…総集編